# 남주서치
《남주서치》는 2025년 6월 27일에 Wavve에서 공개한 드라마이다.

## 기획 의도
사라진 게임 속 약혼자를 찾아 대학에 입학한 '설렘'이 얼굴도 이름도 모르는 랜선남주 '타락엑스칼리'를 서치하다 현실 사랑을 찾아가는 미스터리 삼각 코믹 로맨스

## 제작진

### 제작사
- 얼반웍스
- 815VIDEO

### 극본
- 박가희

### 연출
- 강희주

## 등장 인물

### 주요 인물
- 갈소원 : 오설렘 역
- 이진우 : 선우연 역
- 차준호 : 차주한 역
- 이가은 : 공주아 역
- 성태 : 나무일 역